# Centro Universitário Cesmac
O Centro Universitário Cesmac (CESMAC) é uma instituição de ensino superior privada localizada no estado de Alagoas, com campus nas cidades de Maceió, Arapiraca, Palmeira dos Índios e Marechal Deodoro.

## História
A história da Fundação Educacional Jayme de Altavila – FEJAL tem início em 1971, a partir da preocupação do fundador, padre Teófanes Augusto de Araújo Barros, com aqueles que trabalhavam pelo dia e não podiam frequentar um curso superior em Alagoas, por não existir, sequer, uma escola de 3º grau funcionando à noite e, assim, ficavam impossibilitados de conquistar um diploma em um curso superior.
Em 05 de outubro de 1973 foi sancionado pelo então prefeito de Maceió, João Rodrigues Sampaio Filho, o decreto-lei nº 2.044 aprovado pela Câmara de Vereadores que autorizava o funcionamento do, hoje, Centro Universitário CESMAC. No primeiro vestibular em 1975, a instituição ofertou 09 cursos e 450 vagas. 
Hoje, o Centro Universitário CESMAC conta com modernos laboratórios para seus estudantes e clínicas que fazem atendimento gratuito à população carente de Maceió e do Estado.
Apoiando o empreendedorismo, o CESMAC lançou a Incubadora Empresarial.
Além do Ensino, o CESMAC também atua em pesquisa, extensão e inovação. Através do Programa Semente de Iniciação Científica (PSIC), os universitários são selecionados e, com a orientação de professores, desenvolvem trabalhos científicos que são elogiados durante a avaliação semestral. Atualmente, são oferecidas bolsas para estudantes e orientadores, pagas pela própria Instituição, além do PIBIQ/CNPq (órgão do governo federal), da FAPEAL (órgão de pesquisa do Estado) e do Santander Banespa - Brasil.
Outro trabalho destacado é o do Núcleo de Projetos de Extensão (NPE), onde os alunos podem se envolver em projetos culturais, como o coral, o teatro e as exposições fotográficas; e/ou comunitários. 
Em 2015 foi fundado o Núcleo de Inovação Tecnológica (NIT) para apoiar as invenções realizadas pelos envolvidos na instituição. 
Em 2018 o Cesmac obteve no Ranking Universitário da Folha (RUF) a melhor pontuação em 20 cursos entre as instituições privadas de Alagoas. 
Em agosto de 2024, os cursos de Direito de Maceió, Arapiraca e Palmeira dos Índios receberam da OAB/AL o Selo OAB Indica.

## Graduação

###### Maceió[12]
- Administração[13]
- Arquitetura e Urbanismo[14]
- Biomedicina[15]
- Ciências Contábeis[16]
- Direito[17]
- Design[18]
- Educação Física[19]
- Enfermagem[20]
- Engenharia Civil[21]
- Engenharia Elétrica[22]
- Engenharia de Produção[23]
- Farmácia[24]
- Fisioterapia[25]
- Medicina[26]
- Nutrição[27]
- Odontologia[28]
- Pedagogia[29]
- Psicologia[30]
- Sistemas de Informação[31]

###### Marechal Deodoro
- Medicina Veterinária[32]

###### Arapiraca (Agreste)[33]
- Direito[34]
- Psicologia[35]
- Fisioterapia[12]

###### Palmeira dos Índios (Sertão)[36]
- Direito[37]
- Enfermagem[38]

## Graduação e Tecnólogo EAD[39]
- Administração[40]
- Análise e Desenvolvimento de Sistemas[41]
- Ciências Contábeis[42]
- Design de Interiores[43]
- Estética e Cosmética[44]
- Gestão Comercial[45]
- Gestão Financeira[46]
- Gestão Pública[47]
- Gestão de Recursos Humanos[48]
- Letras[49]
- Logística[50]
- Marketing[51]
- Serviço Social[52]
- Pedagogia[53]

(Provas presenciais)
- Educação Física[54]
- Engenharia Civil[55]

(Provas presenciais e encontros presenciais uma vez por semana)

## Pós-graduação
A instituição oferece cursos de especialização em Arapiraca e em Palmeira dos Índios e cursos de especialização, MBA, residência médica, atualização, aperfeiçoamento, mestrado e doutorado em Maceió.